# دی‌متوکائین
دی‌متوکائین (انگلیسی: Dimethocaine) ترکیبی با اثر محرک است. این اثر شبیه کوکائین است، اگرچه به نظر می رسد دی‌متوکائین کمتر قوی باشد. درست مانند کوکائین، دی‌متوکائین نیز به دلیل تحریک مسیر پاداش در مغز، اعتیاد آور است. ساختار آن شبیه ساختار پروکائین است.